# Ájax (filho de Ileu)

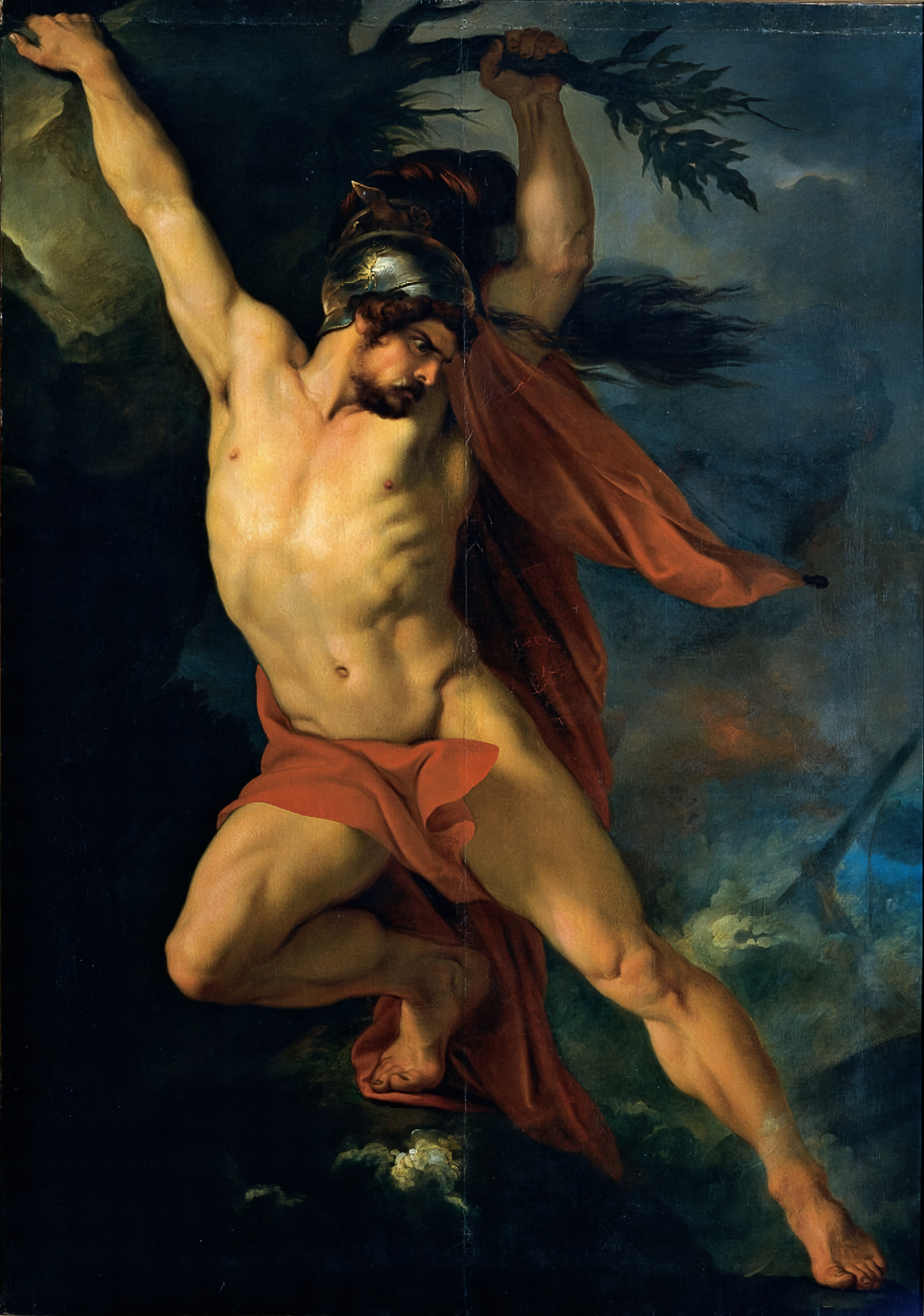
Ájax, o Menor, Francesco Sabatelli 1829

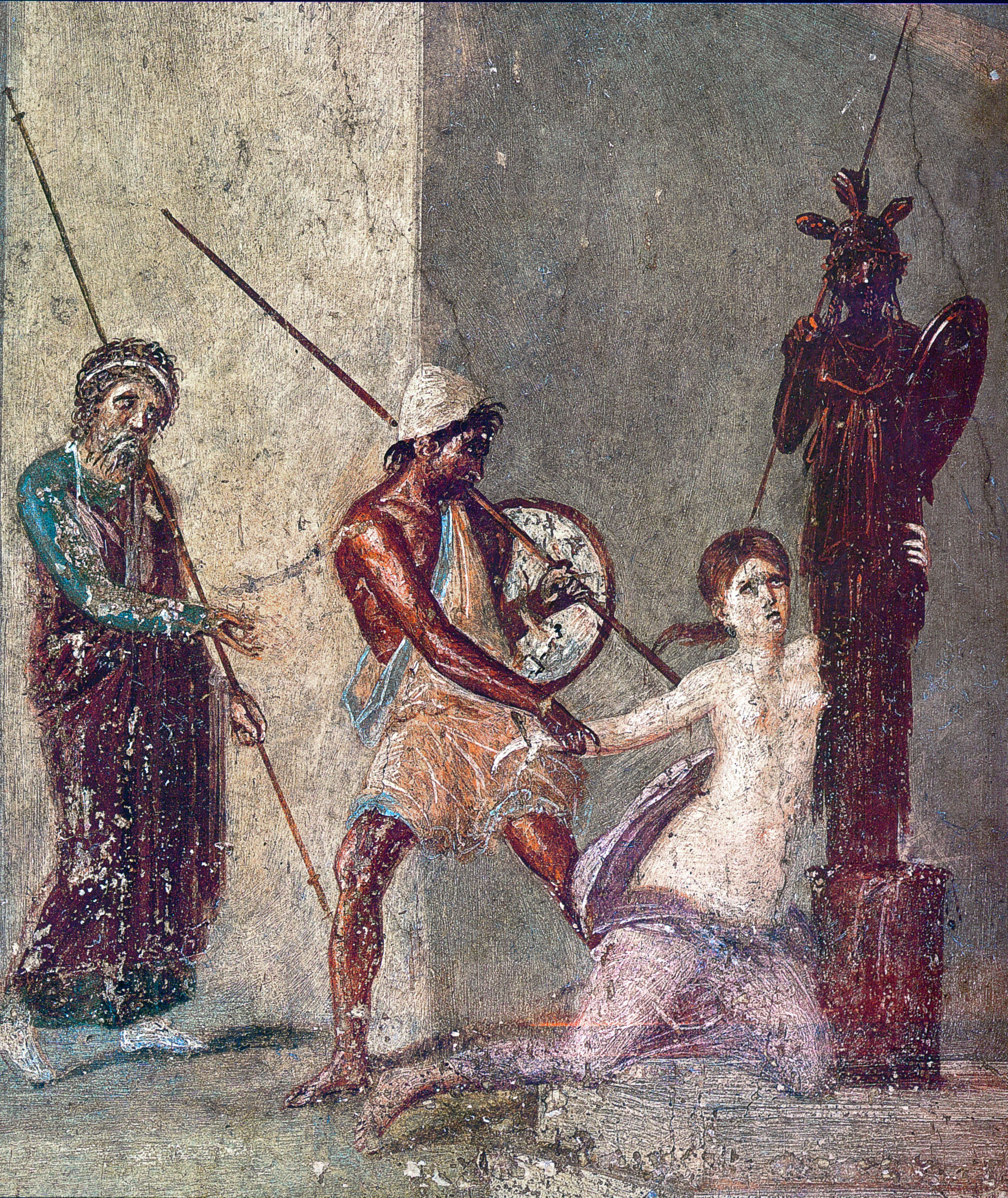
Ájax e Cassandra, em um afresco antigo de Pompéia

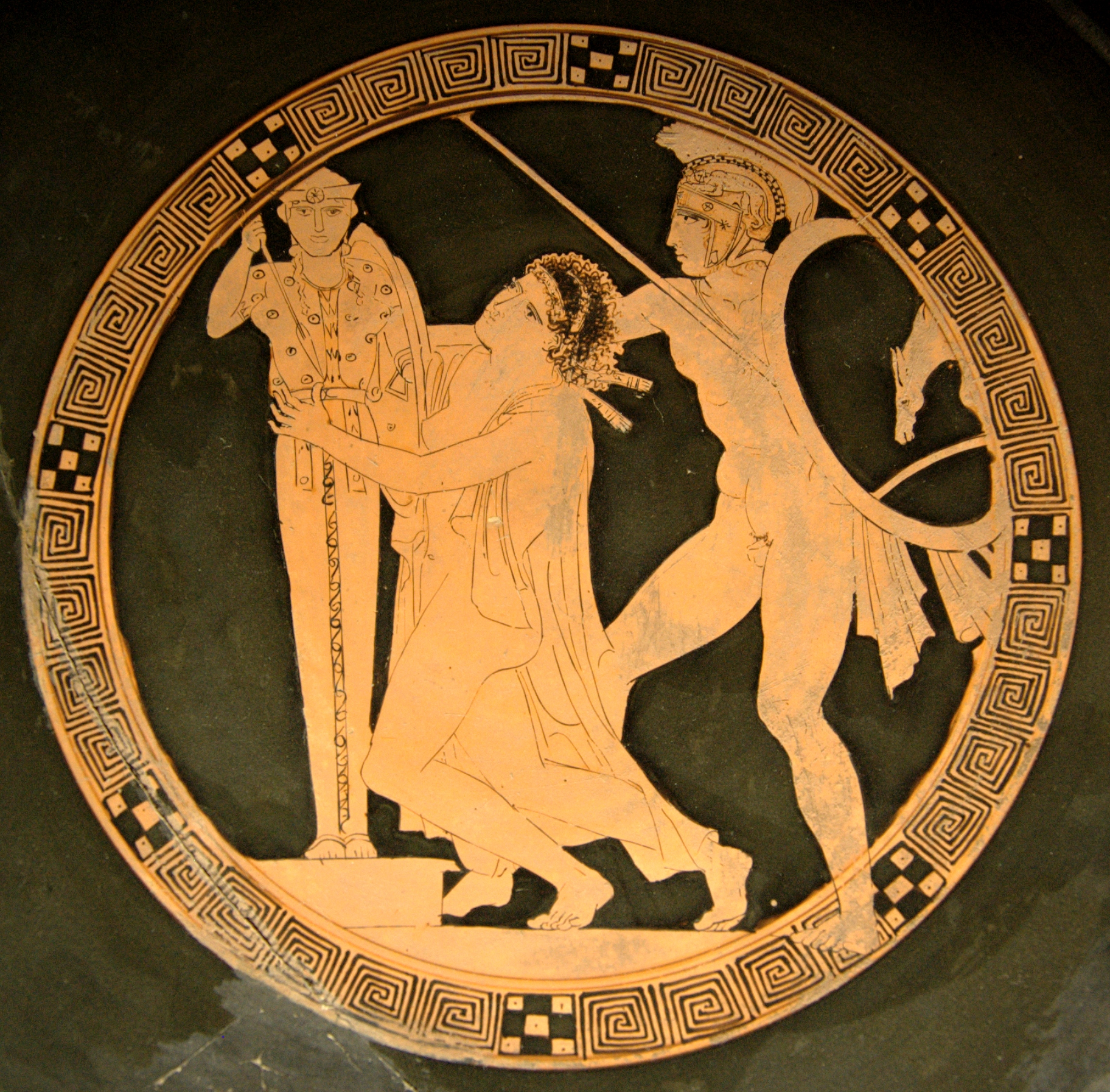
Ájax, filho de Ileu violando Cassandra
ca. 440-430 a.C. Museu do Louvre

Ájax, filho de Ileu, conhecido como Ájax, o Menor ou Ájax, o Lócrida (em grego:  Αίας οu Λοκρός, Transliteração Aías ho Lokrós), na mitologia grega, é um dos personagens da Guerra de Troia.

## Lenda
Ájax era filho de Ileu, rei da Lócrida, que foi um dos argonautas. Sua mãe provavelmente foi Eriópide, citada na Ilíada como esposa de Ileu e madrasta de Medonte, filho bastardo de Ileu.
Liderou um destacamento de lócridas, durante a Guerra de Troia, na qual desempenhou um papel importante.
Foi um dos guerreiros que se ocultaram no interior do cavalo de madeira (Cavalo de Troia) e abriram os portões da cidade de Troia, para a entrada do exército grego.
Internando-se no palácio real, encontrou a princesa Cassandra sob um altar dedicado à deusa Atena e apesar dos rogos da princesa para que respeitasse aquele lugar sagrado, violou-a ali mesmo.
Uma lenda posterior relata que esse ato provocou a ira da deusa, levando-a a pedir ajuda a Posídon, para vingar-se da afronta. Então, o deus dos mares fez o guerreiro naufragar, na fatídica tempestade que se abateu sobre a frota grega, em seu regresso à pátria. Seu barco foi atirado contra as rochas de um promontório no mar Egeu, matando todos os seus ocupantes.
Segundo a Bibliotheca de Pseudo-Apollodorus, Atena lançara um raio contra o navio de Ájax. Todavia, mesmo com o navio quebrado, ele conseguira escapar, proclamando que havia sido mais forte que a vontade da deusa. Foi então que Poseidon, irritado, partiu a rocha em que o guerreiro se encontrava ao meio com seu tridente, e Ájax terminou por se afogar. Seu corpo foi lavado em terra e enterrado por Tétis em Míconos. 